# Sławomir Cieślakowski
Sławomir Zdzisław Cieślakowski (ur. 2 maja 1961 w Warszawie) – wioślarz, olimpijczyk z Seulu 1988. Zawodnik AZS-AWF Warszawa.

## Kariera
Wielokrotny (15) mistrz Polski w latach 1982-1991. Reprezentant Polski na mistrzostwach świata (1982,1985 - 1989) w wioślarstwie podczas których zdobył w 1986 roku w brytyjskim Nottingham srebrny medal w czwórce podwójnej.
Uczestnik Letniej Uniwersjady w Zagrzebiu w 1987, gdzie zdobył złoty medal w czwórce podwójnej.
Uczestnik Akademickich Mistrzostw Świata w wioślarstwie w 1984 roku podczas których zdobył złoty (wyścig na 500 m) oraz brązowy medal (wyścig na 2000 m) w czwórce podwójnej i w 1986 gdzie w dwójkach podwójnych zdobył dwa złote medale (wyścigi na 500 i 2000 m).

W igrzyskach olimpijskich w Seulu zajął 7. miejsce w czwórce podwójnej.

Dwukrotnie odznaczony srebrnym Medalem za Wybitne Osiągnięcia Sportowe.